# Boulazac Isle Manoire
Boulazac Isle Manoire – gmina we Francji, w regionie Nowa Akwitania, w departamencie Dordogne. W 2013 roku populacja wyżej wymienionych gmin wynosiła 9697 mieszkańców. 
Została utworzona 1 stycznia 2016 roku z połączenia trzech wcześniejszych gmin: Atur, Boulazac oraz Saint-Laurent-sur-Manoire. Siedzibą gminy została miejscowość Boulazac. 1 stycznia 2017 roku połączono dwie ówczesne gminy: Boulazac Isle Manoire oraz Sainte-Marie-de-Chignac. Siedzibą gminy została miejscowość Boulazac, a nowa gmina przyjęła jej nazwę Boulazac Isle Manoire.